# Coryphistes ruricola
Coryphistes ruricola är en insektsart som först beskrevs av Hermann Burmeister 1838.  Coryphistes ruricola ingår i släktet Coryphistes och familjen gräshoppor. Inga underarter finns listade i Catalogue of Life.

## Bildgalleri

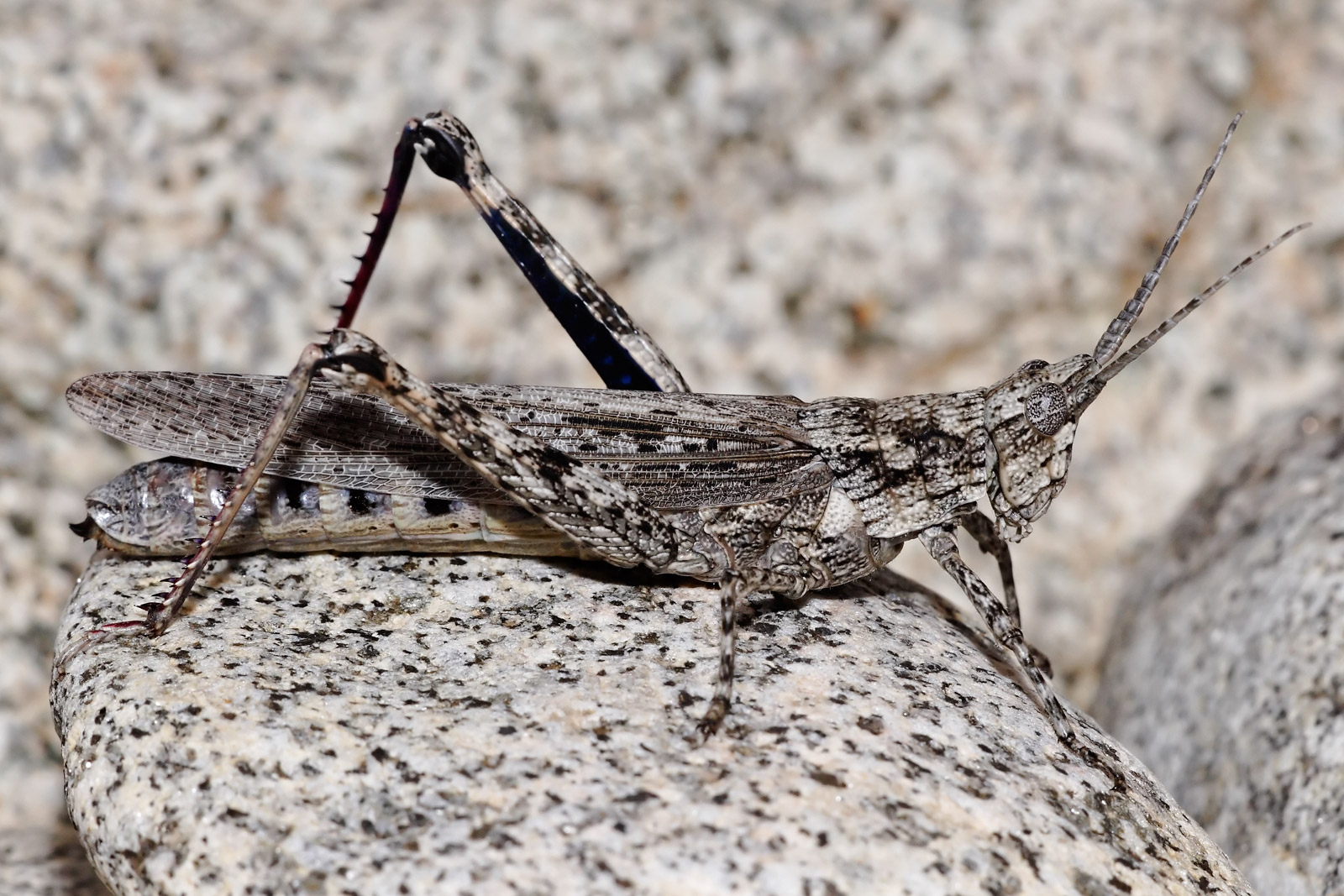
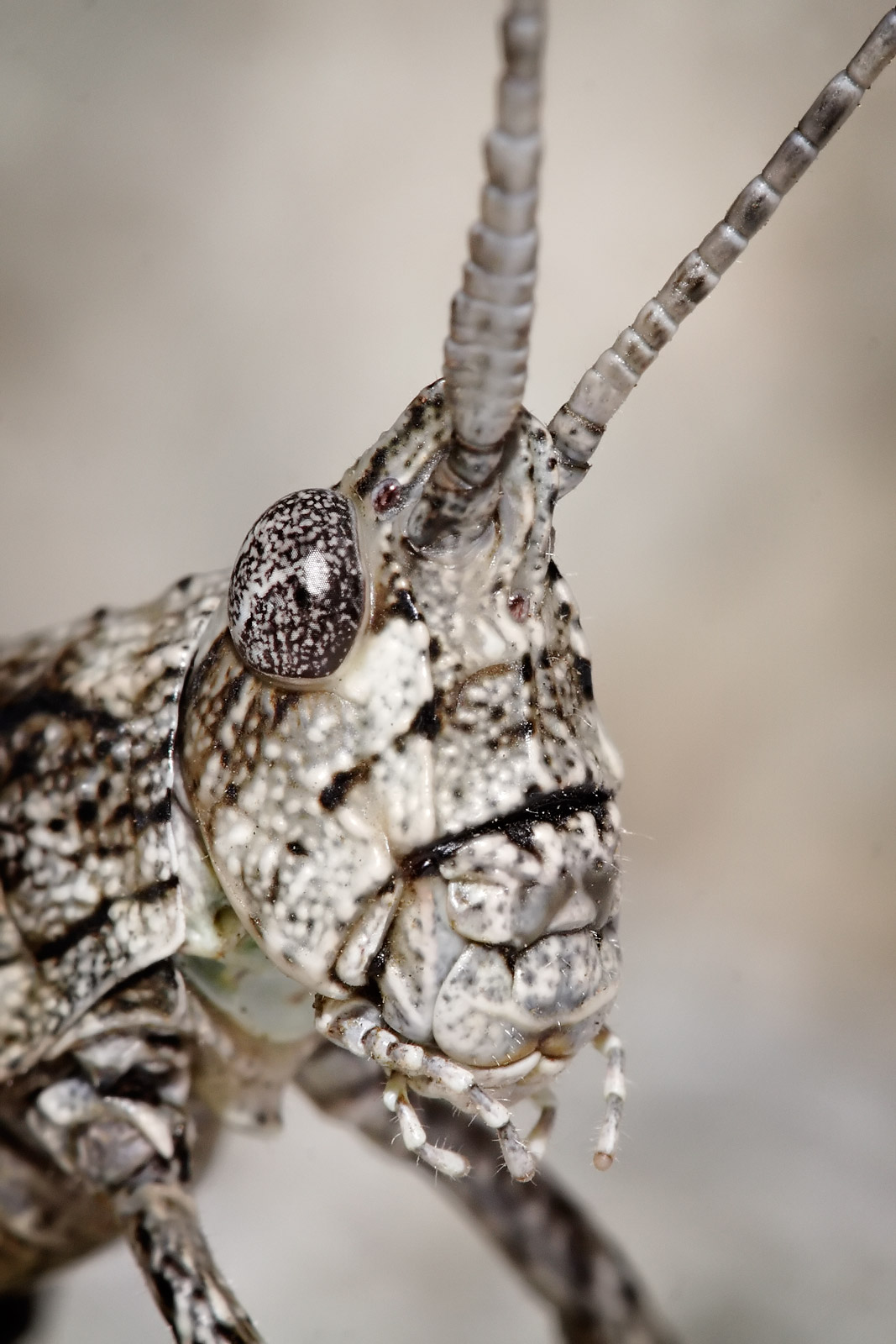
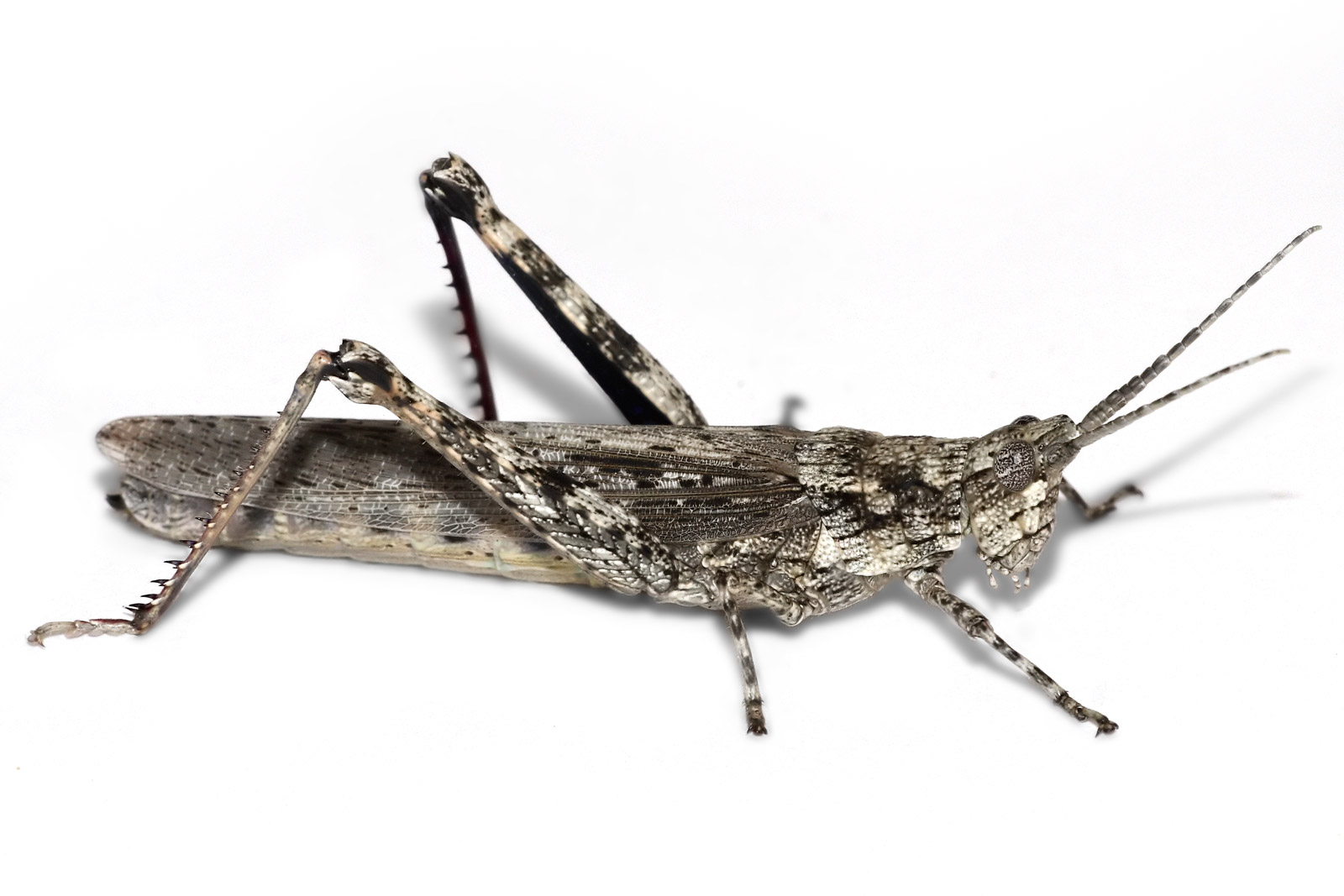
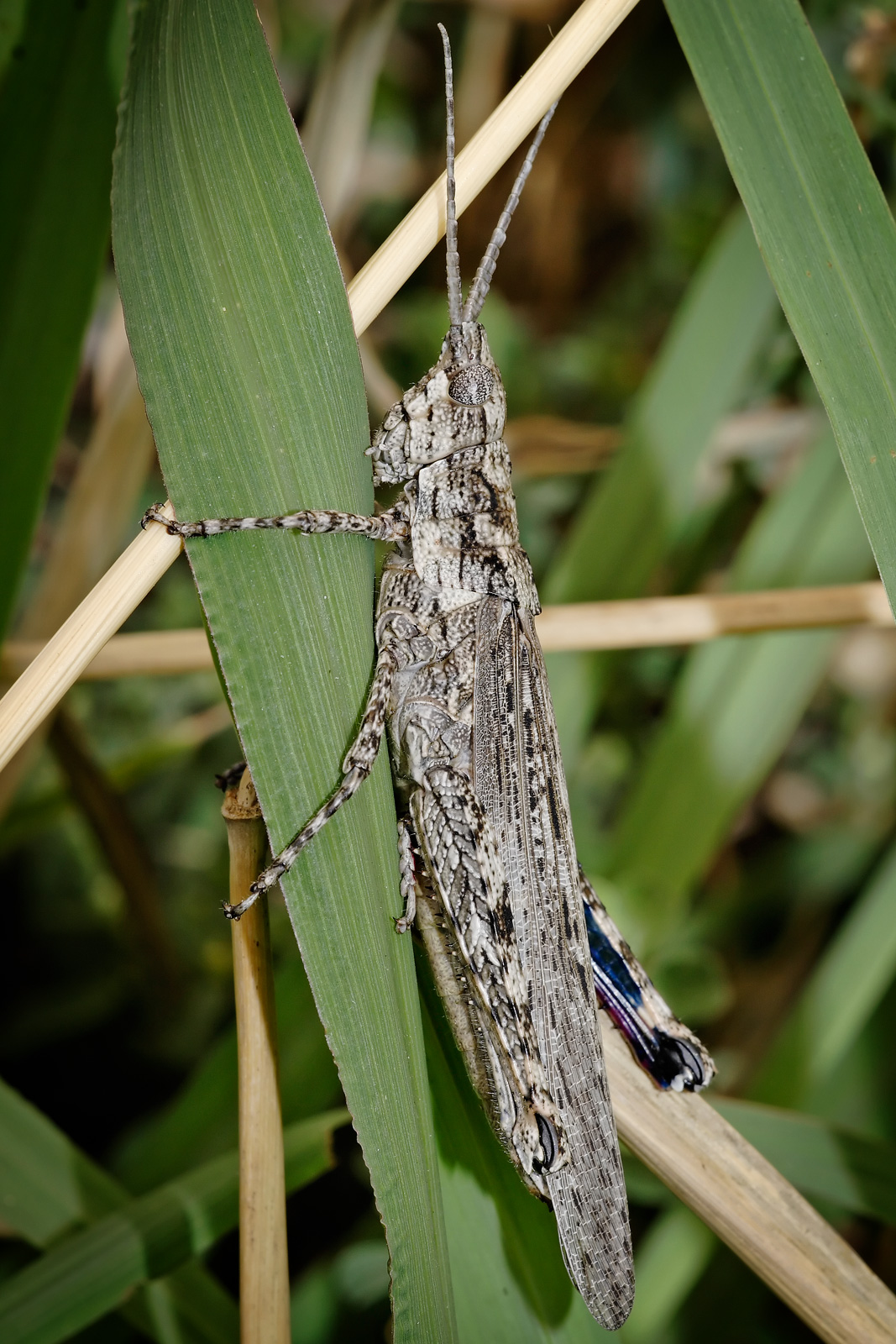